# Ocoale
Ocoale (románul: Ocoale) falu Romániában, Erdélyben, Fehér megyében.

## Fekvése
Felsőgirda mellett fekvő település.

## Története
Ocoale 1956 körül vált külön településsé 192 lakossal.
1966-ban 404, 1977-ben 362, 1992-ben 310, 2002-ben 277 román lakosa volt.